# Сосулівка
Сосулі́вка — село в Україні, у Нагірянській сільській громаді Чортківського району Тернопільської області. Адміністративний центр колишньої Сосулівської сільської ради. До села приєднано хутір Ружаківка.

## Етимологія
За леґендою, назва села походить від того, що, повернувшись після нападу турецько-татарського війська, жителі побачили, що їхні помешкання вщент зруйновані; вирішили їх не відбудовувати, а поселились у долині, на місці, вкритому болотом і заростями. Оскільки нове село виникло на воді, а турецькою вода  — «sos», його найменували Сосулівкою. Інша версія походження назви  — від прізвища Сосуловський.

## Географія

### Розташування
Розташоване на берегах р. Серет (ліва притока Дністра), за 16 км від районного центру та 9 км від найближчої залізничної станції Ягільниця.

### Місцевості
- Ружанівська  — хутір, приєднаний до с. Сосулівка. У 1952 р. на хуторі  — 2 двори, 9 жителів.[2]

## Історія

### Давні часи
Територія села була, найімовірніше, заселена на рубежі III  — II тис. до н. е. Під час розкопок львівські археологи виявили на так званій Качуровій горі бивень та зуби мамонта, пам'ятки трипільської культури (III-тє тисячоліття до н. е.), велику кількість керамічних відщепів і знаряддя праці — скребла.

### Середньовіччя, Новий Час
Заснований населений пункт близько XV століття.
Після Люблінської унії (1569) частина Червоногородського повіту (з центром у Ягільниці) та землі Сосулівки були подаровані Станіславові Лянцкоронському. В спорудженні замку в Ягільниці брали участь селяни із Сосулівки.
Після початку Національно-визвольної революції українського народу в середині XVII ст. мешканці села радо вітали козацько-селянський загін, який ішов до замку Лянцкоронського, щоб захопити його.
Відомо, що 1775 р. у Сосулівці проживали 689 осіб.

### XX століття
За часів Австро-Угорщини у Сосулівці засновано школу (1881 р.), яка розміщувалась у хаті в центрі села, та філію товариства “Просвіта”. В 1903 р. читальню відвідували 65 осіб.
У ЦДІА (м. Львів) збереглися “Звіти й листування про діяльність читальні в с. Сосулівка”, де зібрано більше півсотні документів (1900–1939 рр.).
У селі в 1900 р. — 1290 жителів, 1910 — 1377, 1921 — 1255, 1931 — 1440; у 1921 — 257, 1931 — 301 двір.
В УПА воювали мешканці Сосулівки Ганна Богачук, Йосип Безпалько, Михайло і Теодозія Винничуки, Василь Гаджала, Григорій Галат, Василь Грабик, Олекса Дерій, Петро Лисий, Йосип Морквас, Степан Оріх, Михайло Погріщук, Олекса Рембаха, Ярослав Ризак, Михайло Римар, Володимир, Максим і Степан Сапіщуки, Володимир Юрків та інші.
Під час німецько-радянської війни загинули або пропали безвісти у Червоній армії:
- Йосип Андрусик (нар. 1926),
- Сафат Бегман (нар. 1909),
- Олексій Безпалько (нар. 1905),
- Петро Білий (нар. 1909),
- Михайло Білоус (нар. 1906),
- Василь Михайлович Будзишин (нар. 1918),
- Василь Степанович Будзишин (нар. 1903),
- Василь Бурдинський (нар. 1923),
- Йосип Бурдинський (нар. 1917),
- Іван Вітів (нар. 1912),
- Василь Гаджала (нар. 1909),
- Василь Галат (нар. 1911),
- Ярослав Галюк (нар. 1922),
- Михайло Гап'як (нар. 1896).

12 червня 2020 року, відповідно до розпорядження Кабінету Міністрів України № 724-р «Про визначення адміністративних центрів та затвердження територій територіальних громад Тернопільської області» увійшло до складу Нагірянської сільської громади.
19 липня 2020 року, в результаті адміністративно-територіальної реформи та ліквідації Чортківського району (1940—2020), увійшло до складу новоутвореного Чортківського району.
З 1 грудня 2020 року Сосулівка належить до Нагірянської сільської громади.

## Релігія
- церква Покрови Пресвятої Богородиці (1856; ПЦУ[7]; мурована);
- церква Покрови Пресвятої Богородиці (2002; УГКЦ; відновлена 2016; мурована).[8]

Каплички
- на честь Незалежності України (УГКЦ; 1993)
- капличка на вул. Туркотівка (побудована за кошти колишнього жителя села Зеновія Холоднюка).

## Пам'ятники
У селі насипали могилу (1996) на пам'ять про бої УПА проти підрозділів НКДБ у квітні 1945 року.
Споруджено:
- погруддя Івана Франка (2016)[9]
- встановлено
  - пам'ятний хрест на честь скасування панщини (2-га пол. XIX ст., зруйнований за комуністичного режиму, відновлений 1991),
  - пам'ятник воїнам-односельцям, полеглим у роки німецько-радянської війни (1965),
  - пам'ятник «Борцям за волю України!» (8 липня 2019 р.)[10].

## Населення
| 1290 | 1377 | 1255 | 1440 | 1090 | 1061 |

## Соціальна сфера, господарство
Зафіксовано, що 1921 р. в Сосулівці проживали українці, поляки та євреї. Українці й поляки займалися сільським господарством, євреї — торгівлею, мали власні крамниці, а одна єврейська сім'я — млин. Селяни володіли землею, бідніші наймалися на роботу або працювали у фільварку (маєтку польського пана) — спочатку Янушевського, згодом — Жуковського.
В 1965 р. на подвір'ї сільського клубу побудований і відкритий бюст Т. Г. Шевченка. Будувався він силами колгоспу ім. Н. Крупської. Головою колгоспу був Шемлей Зеновій Іванович.
Нині працюють школа, ФАП, дитячий садочок «Журавлик», бібліотека, клуб, фермерське господарство «Сосулівське», ПАП «Надрічне», ТзОВ «Тартак», ТзОВ «Тернопільскловироби», торгові заклади.

## Відомі люди

### Народилися
- Павло Казьмір (1936 - 2022) — кандидат економічних наук, професор, почесний землевпорядник України;
- Іван Гап'як (нар. 1950) — живописець, член НСХУ, науковець;
- Михайло Дерій (нар. 1956) — господарник, громадський діяч;
- Павло Качур (нар. 1953) — вчений, громадсько-політичний діяч, маґістр державного управління;
- Борис Погріщук (нар. 1971) — доктор економічних наук, професор, господарник;
- Мирон Сендзюк (нар. 1946) — економіст, науковець, доцент;
- Зеновій Холоднюк (нар. 1961) — господарник, громадсько-політичний діяч;
- Григорій Шашкевич (1809—1888) — голова Руської окружної Ради, посол до австрійського парламенту, громадсько-політичний, освітній і церковний діяч.

### Проживали
Володимир Сеньків (1954-2022) - український учасник національно-визвольних змагань, політв'язень, правозахисник.

## Галерея

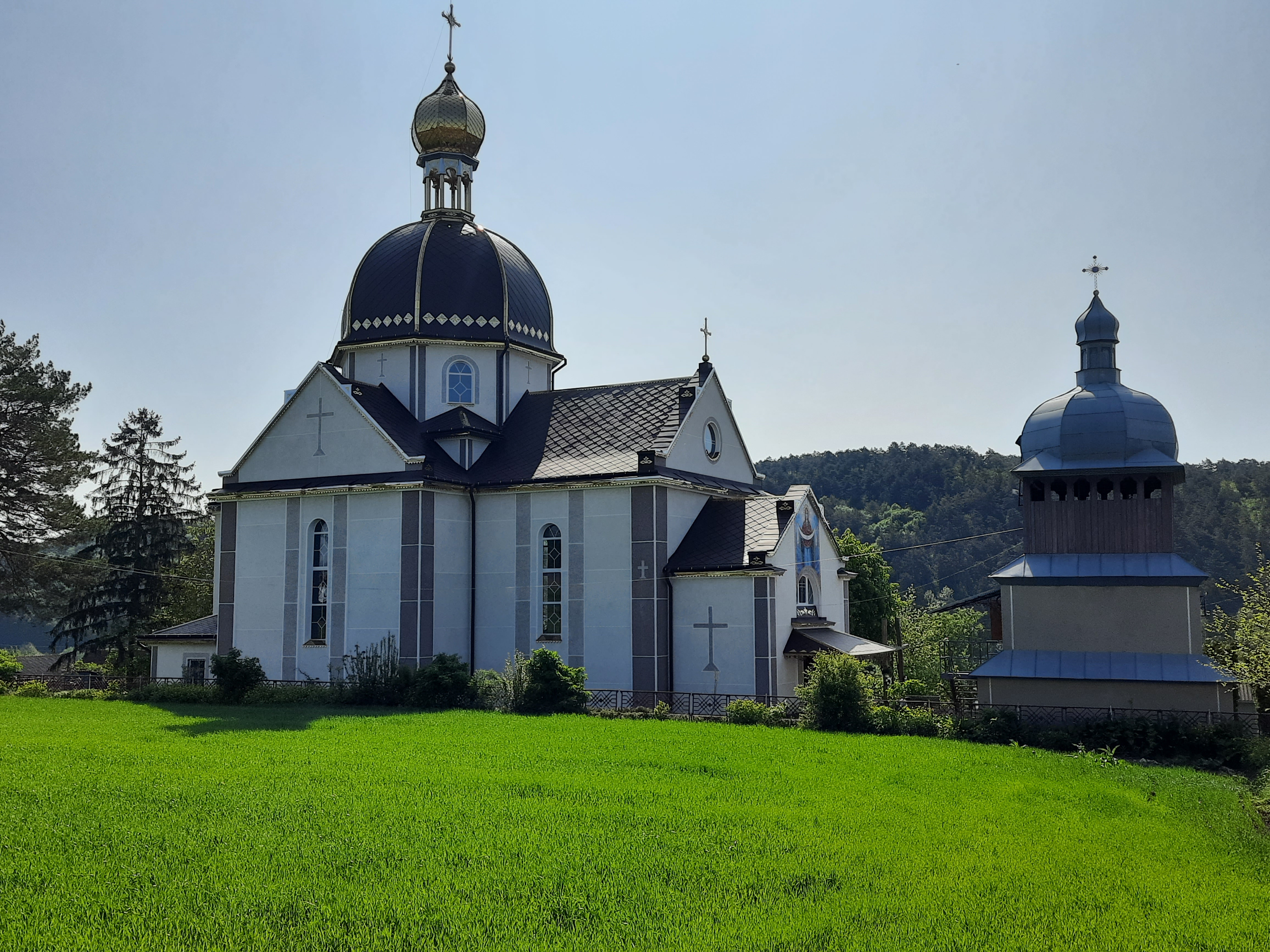
Церква Покрови Пресвятої Діви Марії
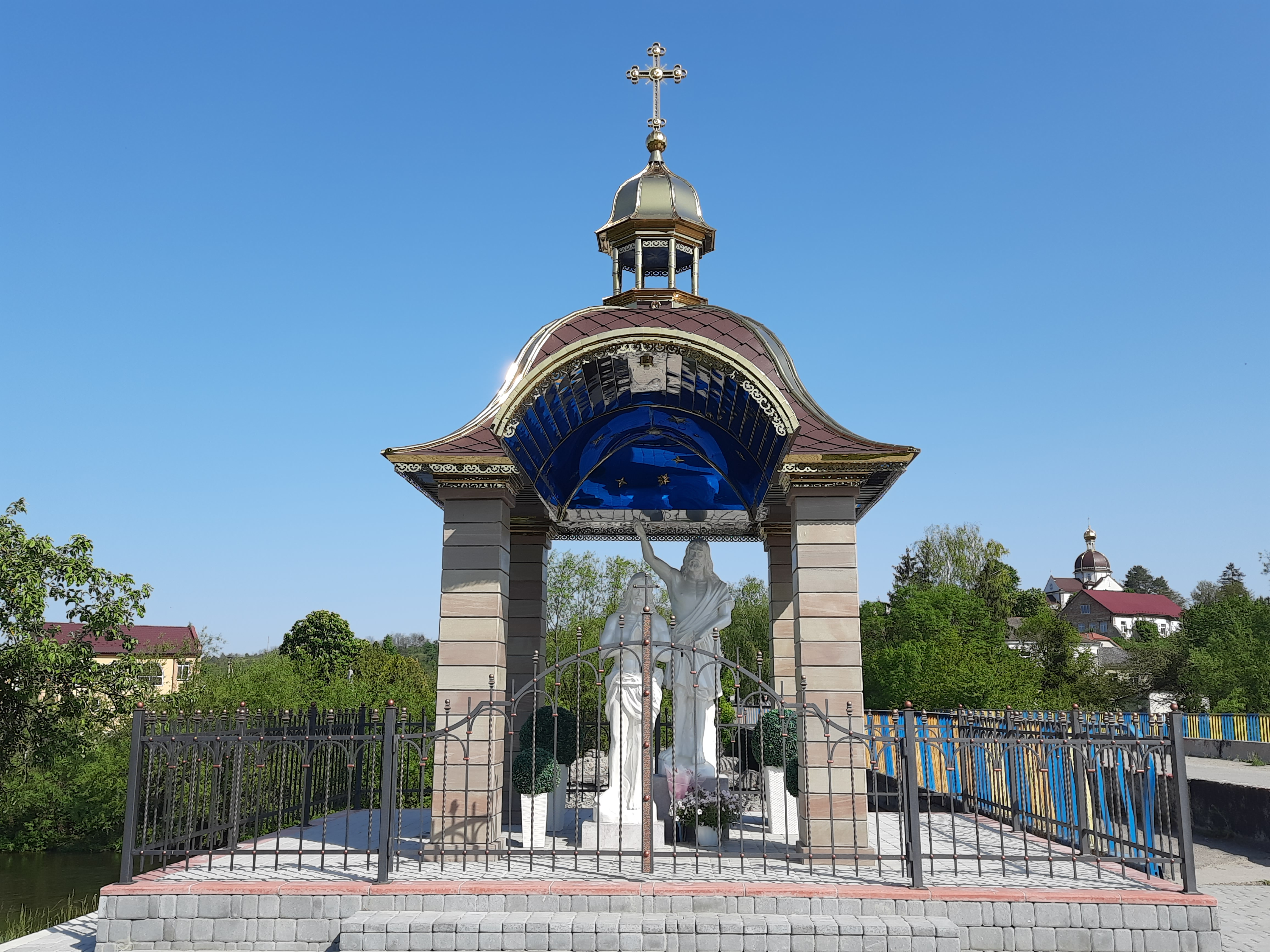
Капличка
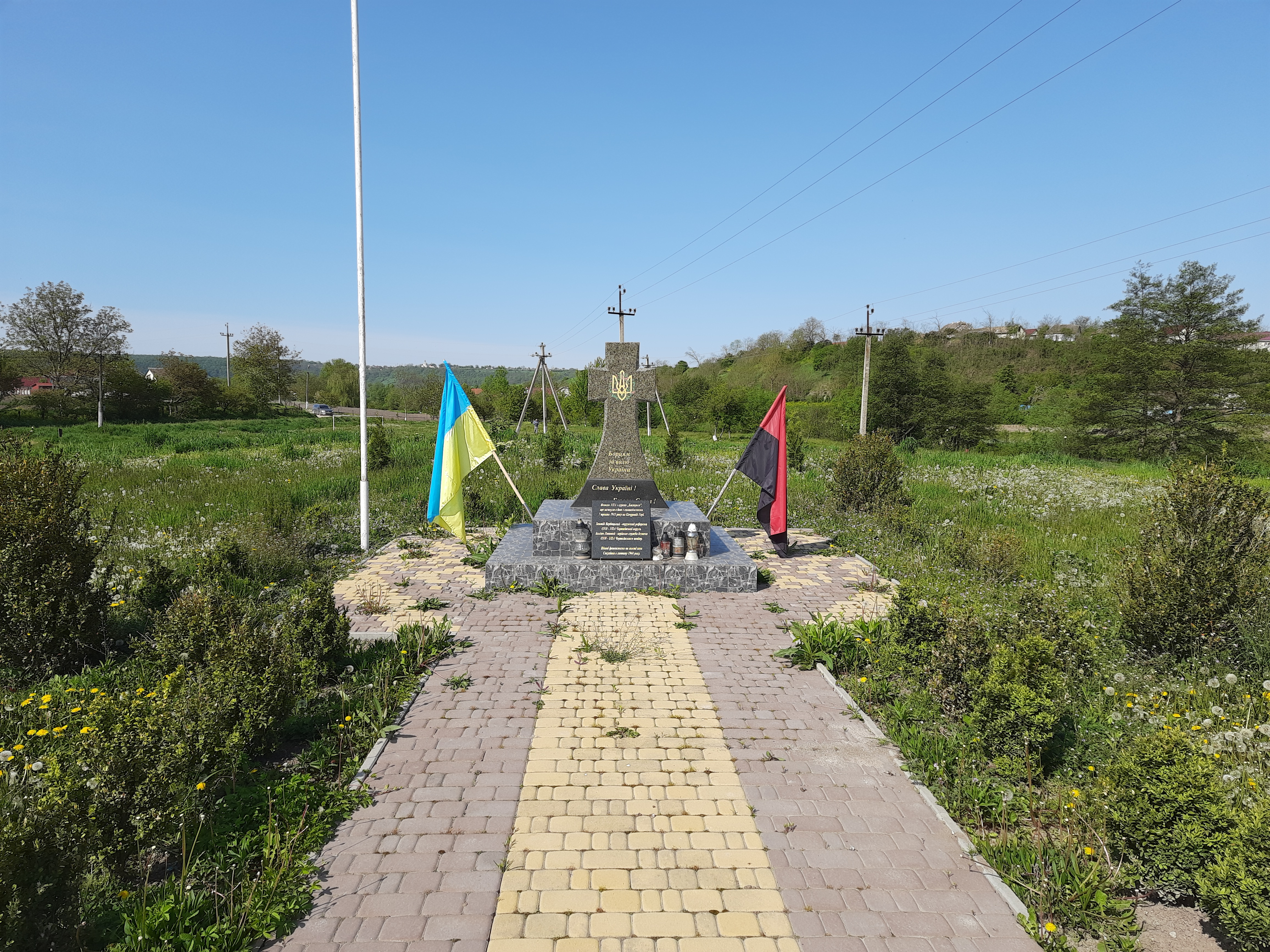
Пам'ятний знак борцям за волю України.
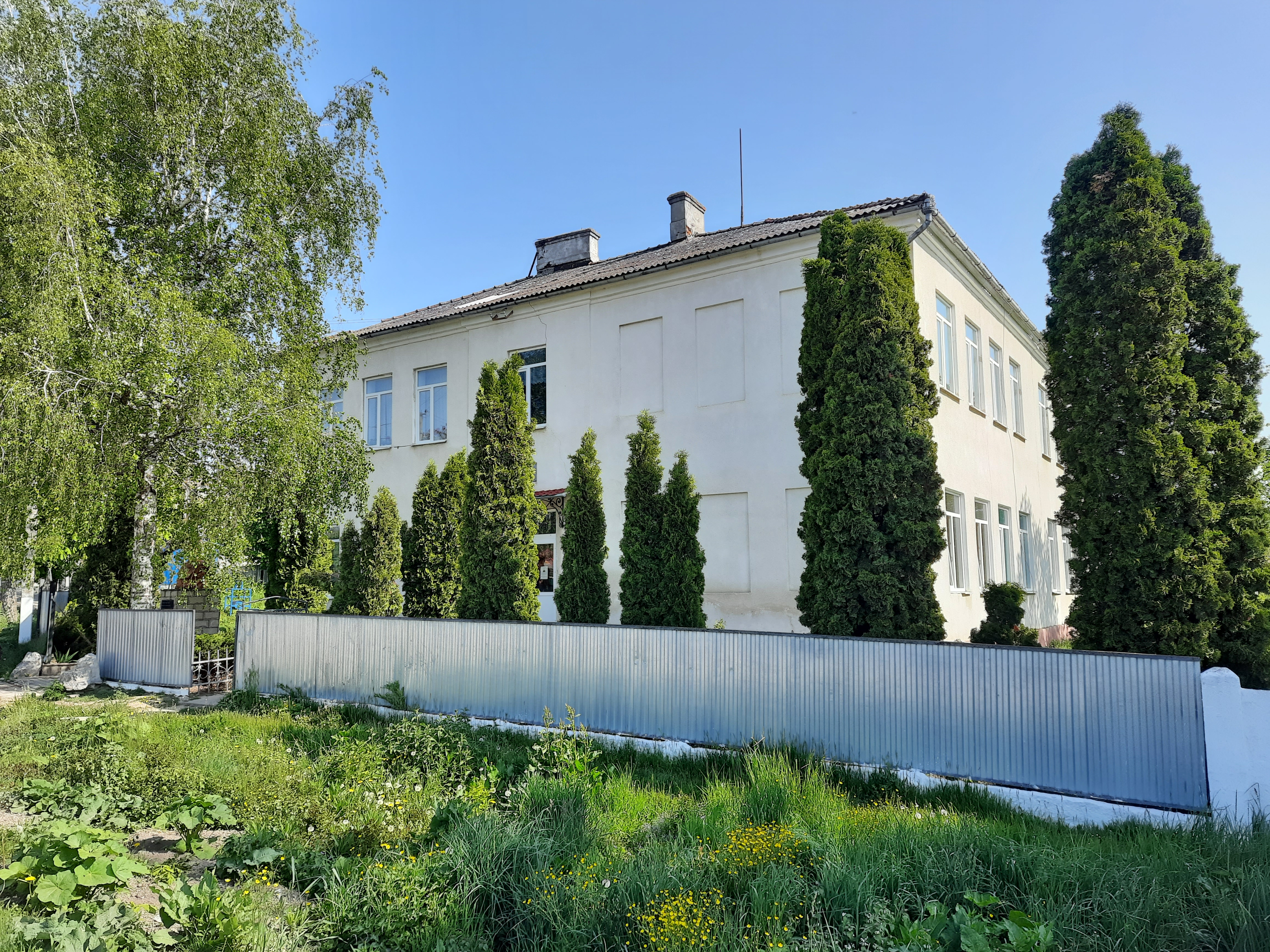
Школа
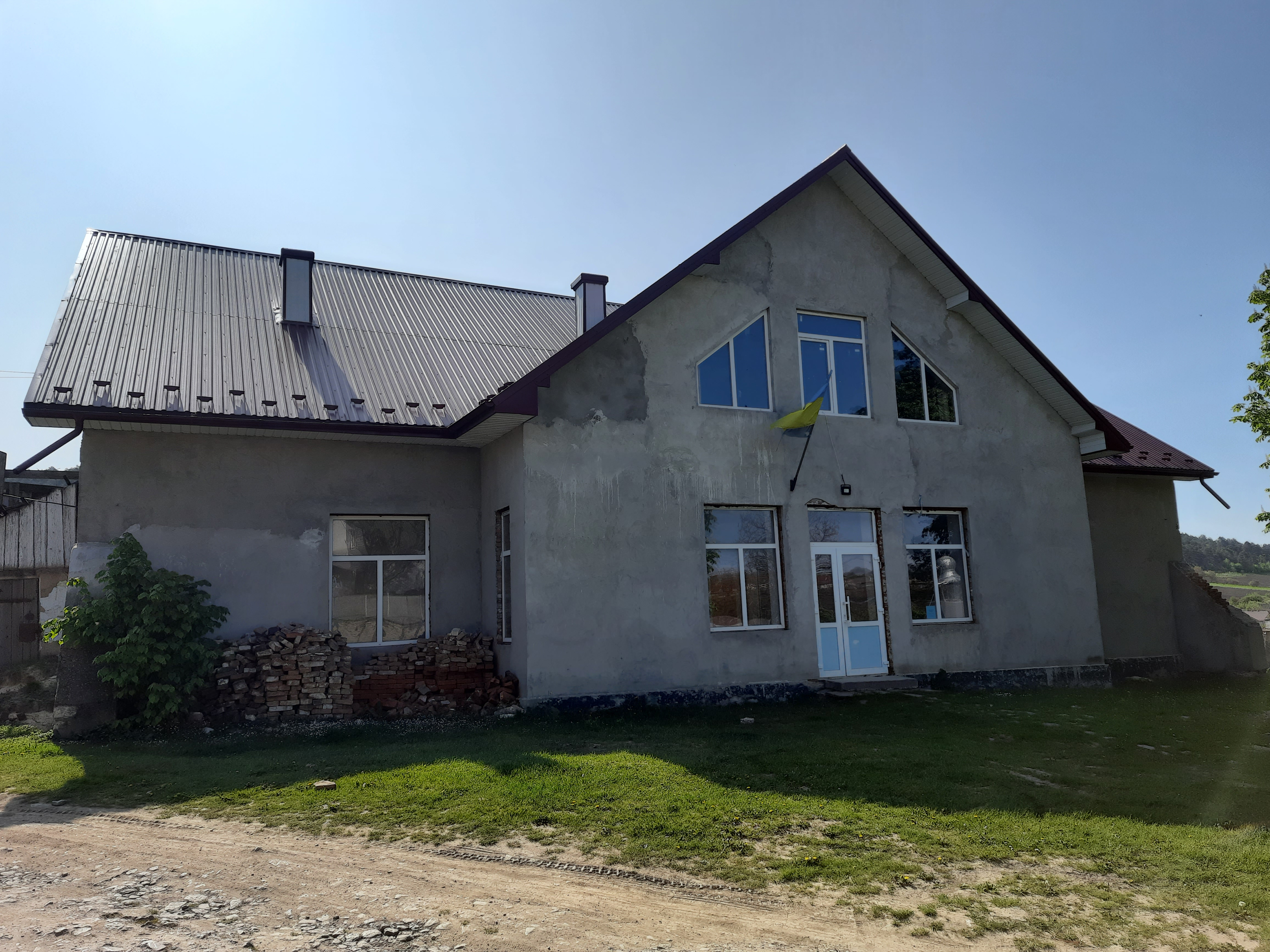
Клуб
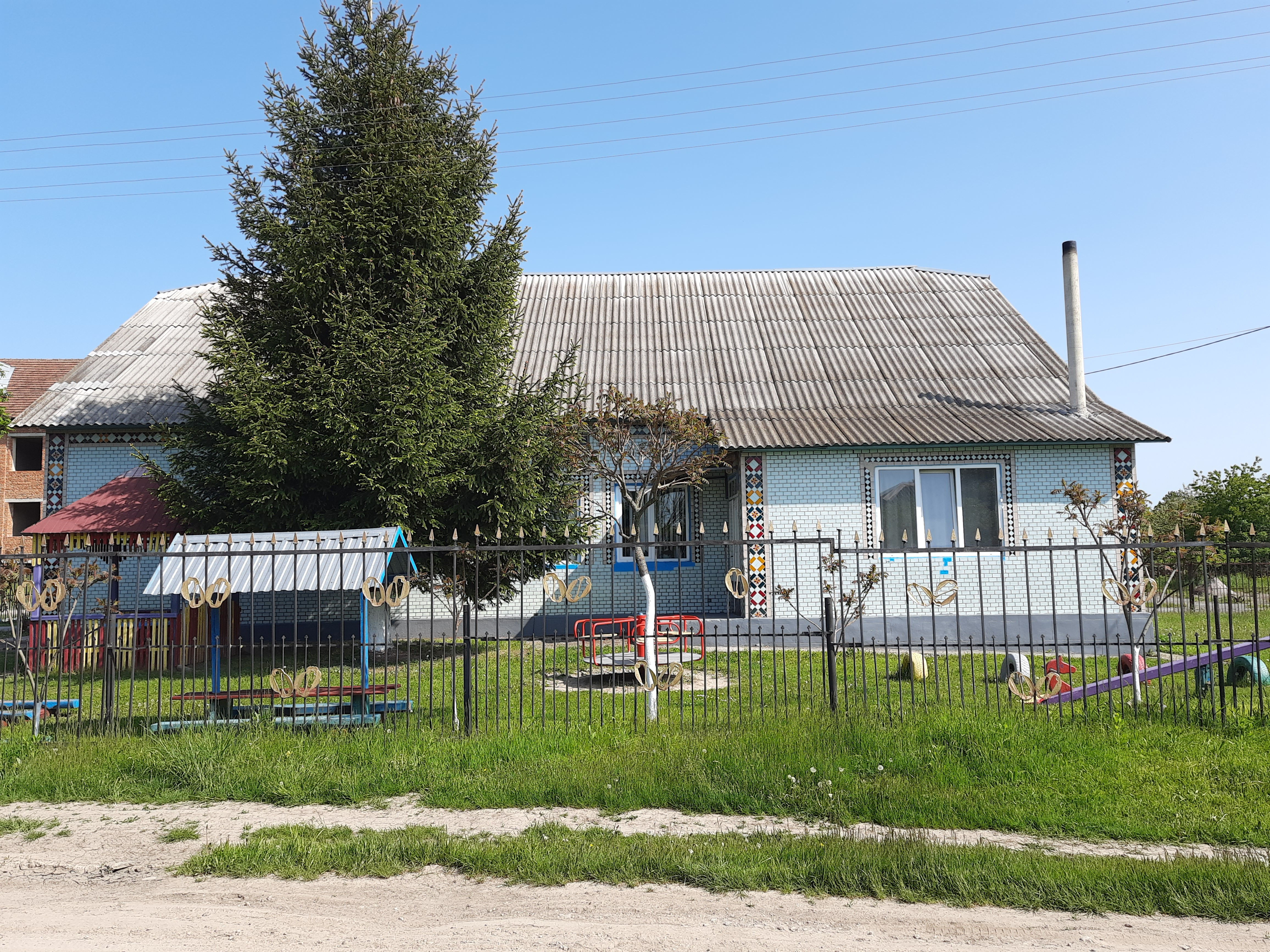
Дитячий садок
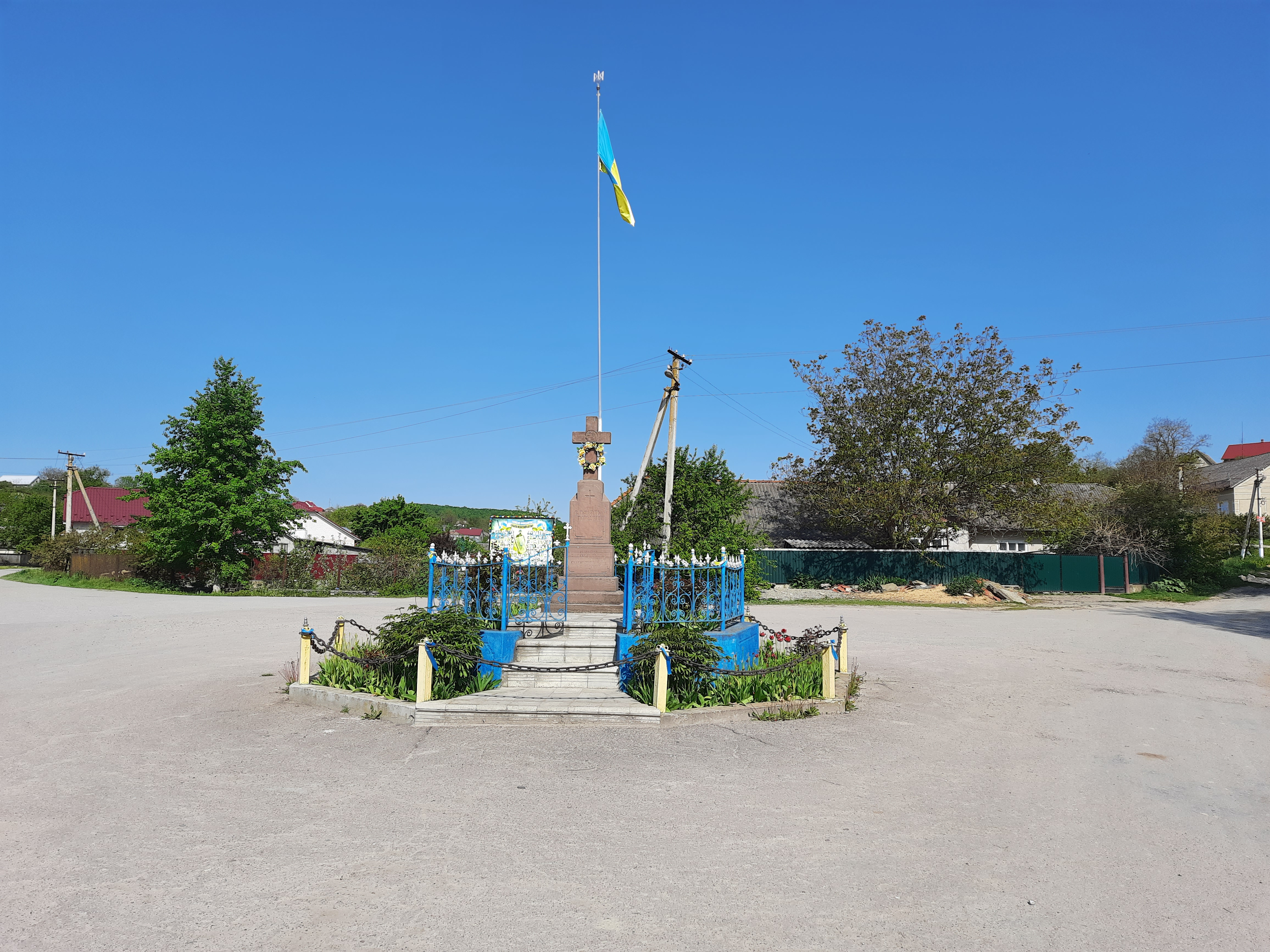
Пам'ятний знак в честь скасування панщини
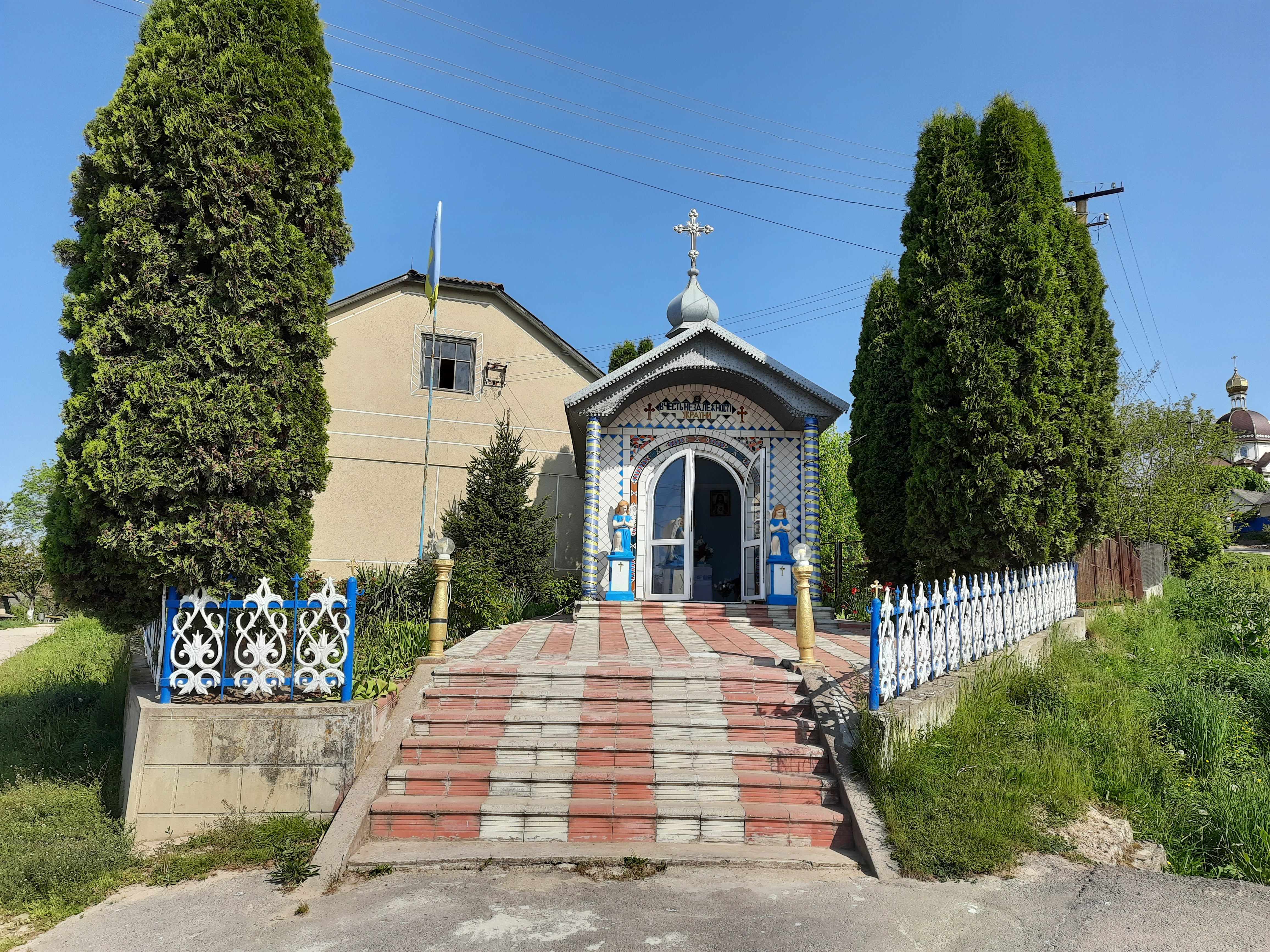
Придорожня капличка
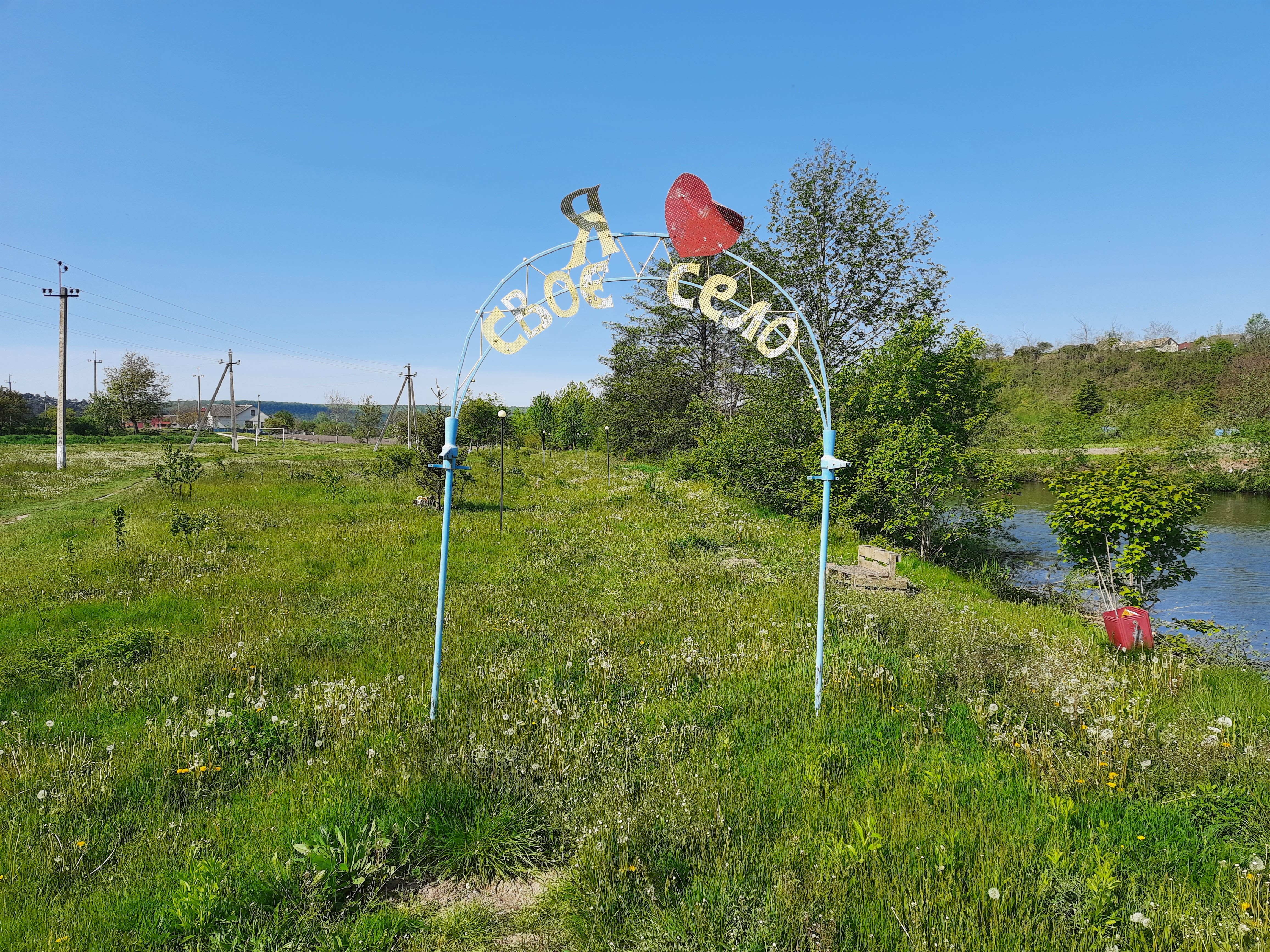
На березі Серету
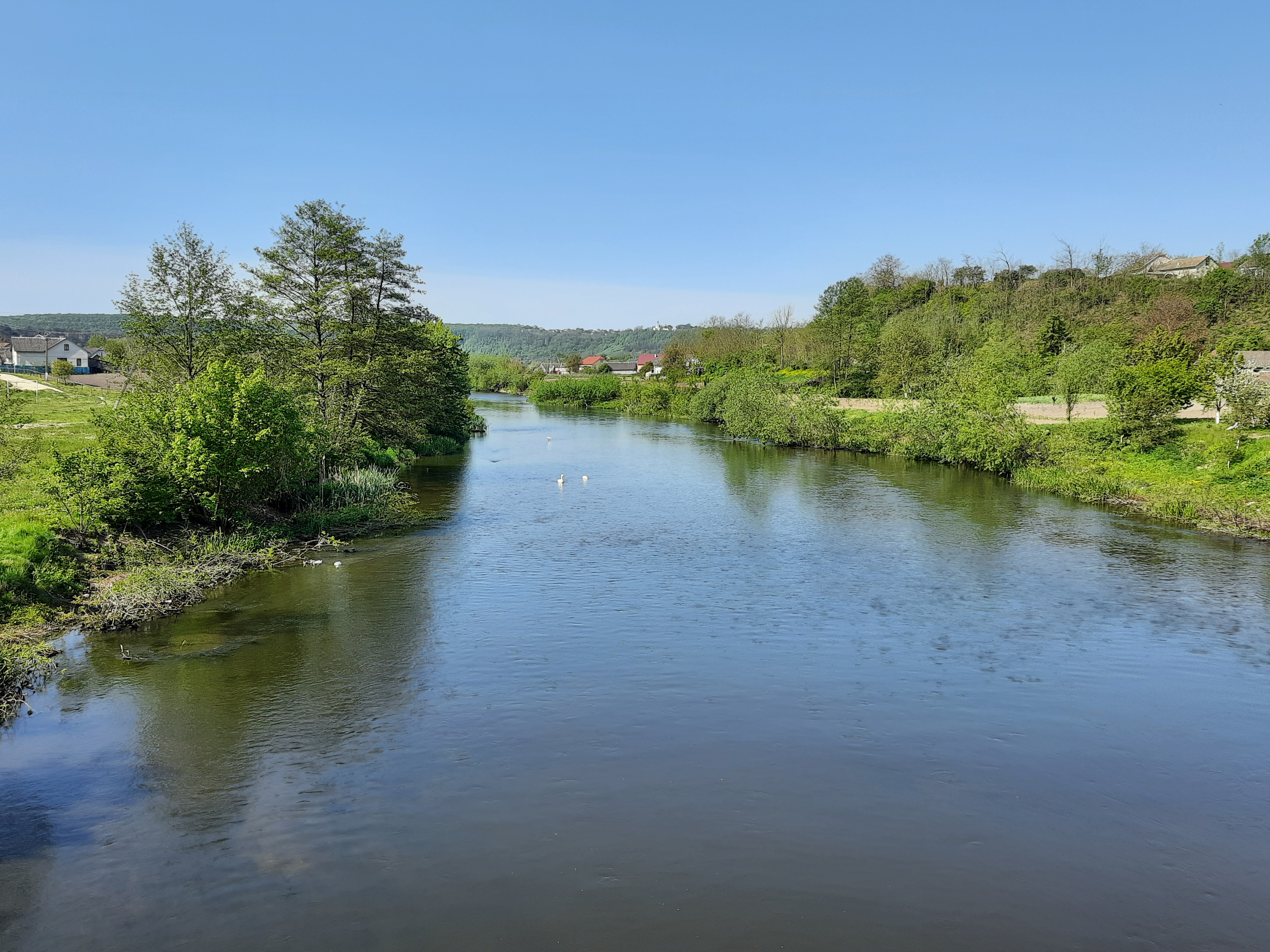
Річка Серет біля села
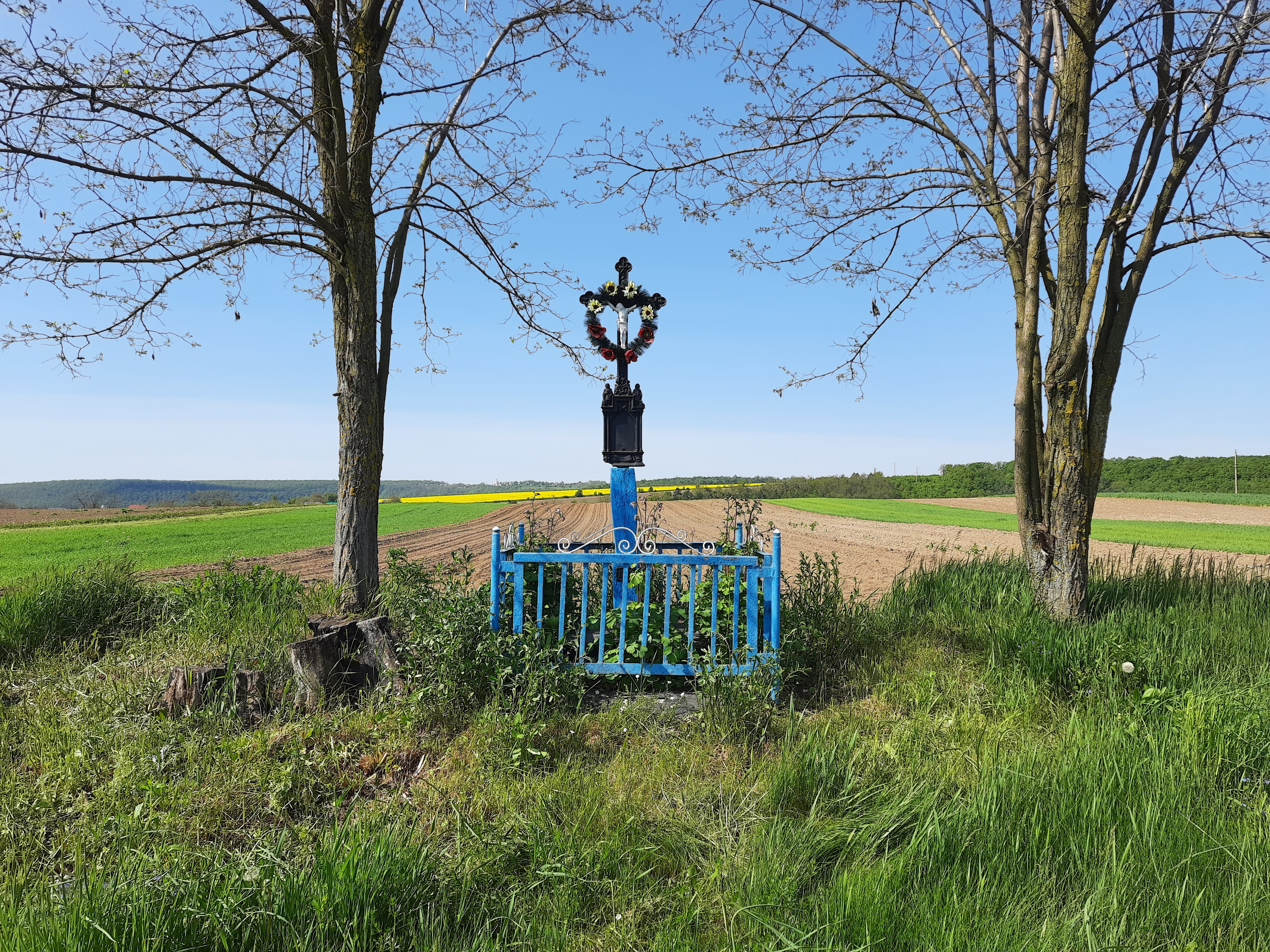
Пам'ятний хрест на околиці села